# ジム・ドゥール
ジム・ドゥール（Jim Doole, 1925年8月6日 - 2004年2月23日）は、アメリカ合衆国マサチューセッツ州出身の元プロ野球選手。ポジションは投手。

## 来歴・人物

### 来日前
ダートマス大学在籍中の1942年にアイビー・リーグで7勝1敗を挙げ、同大学の最優秀投手としての記録を残す。太平洋戦争勃発後はアメリカ海兵隊に応召、海兵隊航空団の戦闘機パイロットとして太平洋戦線を転戦する。終戦と共に1946年よりダートマス大学に復学し、同年に2勝6敗、翌1947年には同大学最多の28奪三振を記録している。47年にダートマス大学を卒業後、ハワイに移住しプナホウ・スクールにスペイン語教師として就職、教鞭を執る傍らでハーバード大学の修士課程も修了。
プナホウ校の教員時代、ドゥールは度々ハワイの非白人系独立リーグであるハワイ・ベースボール・リーグ(HBL)の試合に投手として登板している。この時期の特筆すべき試合としては、1952年に日系アメリカ人チームであるルーラル・レッドソックスの投手として、アメリカ陸軍チームであるフォート・シャフター・コマンドーズ戦に登板し、2-0で完封勝利を収めた事績である。この時の対戦投手は朝鮮戦争に応召されていたドン・ラーセンであり、ラーセンはこの4年後の1956年のワールドシリーズにて、MLB史上唯一のポストシーズンでの完全試合を達成する事になる。HBLは日系アメリカ人の選手や経営者が数多く在籍していたリーグであり、ここで日本球界との接点が生まれたと見られる。

### 日本プロ野球時代
1954年にハワイで選手探しをしていた新球団高橋ユニオンズのスカウト比嘉悦男の勧誘を受けて入団。7月7日の毎日オリオンズ戦に初先発・初登板するが5回5失点で敗戦投手となる。しかし、次の18日の東映フライヤーズ戦で初勝利を完封で飾ると、22日の毎日戦も2試合連続となる完封勝利を挙げた。1ヶ月半ほどの間に3勝（3敗）を稼ぎ、8月25日の西鉄ライオンズ戦に先発して4回無失点に抑えるも、翌26日に"右肩痛"を理由として突然帰国。実際はドゥールの本職はハワイの学校の教員であり夏休みを利用した2ヶ月の短期契約で来日、高橋球団側も野球協約（外国人選手との短期契約禁止）に違反しているのを承知で契約したと言われる。
ドゥールはハーバード大学出身でNPBに所属した最初の選手であり、2017年に東北楽天ゴールデンイーグルスにフランク・ハーマンが入団するまで同大出身者がNPBに所属した例は無かった。

### 帰国後
ハワイに帰国後はプナホウ校で教員を続け、後年学部長に昇進する。この間も投手としてのキャリアは継続しており、1955年にはホノルル・レッドソックスの投手として1955年のグローバル・ワールド・シリーズに出場、準優勝に貢献した記録が残る。1970年代には選手としては現役を退き、野球とバスケットボールのコーチを務めていた。この時期のドゥールの教え子として著名なのは、1972年のハワイ州高校野球選手権大会にて投手として完全試合を達成し、1974年から1977年に掛けてコロラド州立大学野球部(コロラド・ステーツ・ラムズ)にて一塁手として同大学史上最高の通算打撃成績を収めたグレン・ゴヤである。
2004年2月23日にラスベガスの自宅で死去、享年80歳。地元ハワイではドゥールは1950年代に地元チームで強豪投手として活躍した事績と、2つの著名な完全試合に間接的に関わった事績、教育者としての長いキャリアで一定の知名度のある人物であり、没後の2004年3月25日にはホノルルにて追悼式典が開かれた。

## 選手としての特徴
球速はなかったが変化する直球に、落ちるシュート、ホイト・ウィルヘルムばりのナックルボールを操る技巧派であった。

## 詳細情報

### 年度別投手成績
| 年 度     | 球 団     | 登 板 | 先 発 | 完 投 | 完 封 | 無 四 球 | 勝 利 | 敗 戦 | セ 丨 ブ | ホ 丨 ル ド | 勝 率 | 打 者 | 投 球 回 | 被 安 打 | 被 本 塁 打 | 与 四 球 | 敬 遠 | 与 死 球 | 奪 三 振 | 暴 投 | ボ 丨 ク | 失 点 | 自 責 点 | 防 御 率 | W H I P |
| --------- | --------- | ----- | ----- | ----- | ----- | -------- | ----- | ----- | -------- | ----------- | ----- | ----- | -------- | -------- | ----------- | -------- | ----- | -------- | -------- | ----- | -------- | ----- | -------- | -------- | ------- |
| 1954      | 高橋      | 10    | 7     | 3     | 2     | 1        | 3     | 3     | --       | --          | .500  | 224   | 55       | 44       | 4           | 17       | --    | 2        | 16       | 0     | 0        | 19    | 15       | 2.45     | 1.14    |
| 通算：1年 | 通算：1年 | 10    | 7     | 3     | 2     | 1        | 3     | 3     | --       | --          | .500  | 224   | 55       | 44       | 4           | 17       | --    | 2        | 16       | 0     | 0        | 19    | 15       | 2.45     | 1.14    |

### 記録
- 初登板、初先発：1954年7月7日、対毎日オリオンズ戦（川崎球場）、5回を投げ失点5
- 初勝利、初完投、初完封：1954年7月18日、対東映フライヤーズ戦

### 背番号
- 61 （1954年）